# 林愛蘭
林愛蘭，馬祖在地知名導遊、美食民宿經營者。1960年代出生，原本生長在南竿，後嫁至北竿，於新冠肺炎疫情期間原本的導遊工作無法持續，故創辦了黑冰冰溏心蛋料理。2024年曾獲馬祖金牌導遊之稱。其子為王江捷，人稱馬祖跳海王

## 外部連結
- . 2018  [2025-02-04]. （原始内容存档于2025-05-31）.
- 「哈哈台地區的街訪》縣市最終章！上班時間的「連江縣 馬祖」閒人。晚上都在生小孩？馬祖高粱酒大勝金門？【哈哈台】 （页面存档备份，存于）連江縣》2024年9月19日}}